# A Lanterna Mágica
A Lanterna Mágica foi um periódico português. Destaca-se por ser o primeiro jornal de crítica diário no país. Saía todos os dias com excepção das segundas-feiras, publicando-se primeiro à noite, e do 18.º número em diante, de manhã. Começou por ser publicado aos sábados. 

## História
Foi lançado a 15 de Maio de 1875, por Rafael Bordalo Pinheiro, juntamente com Guilherme de Azevedo e Guerra Junqueiro, que se ocultavam sob o pseudónimo de "Gil Vaz". Mas conta ainda com outros colaboradores literários e artísticos: o escritor brasileiro Luís de Andrade, Manuel de Macedo (1839–1915) e Emílio Pimentel.
No seu oitavo número, (a 1 de Julho) a publicação aumentou o formato, reduzindo de oito para quatro o seu número de páginas. Dias mais tarde, a 12 de Junho, nascia em suas páginas a caricatura do personagem "Zé Povinho".
Apesar do sucesso inicial, Bordalo Pinheiro foi seduzido por uma proposta de ordenado de 50 libras, que lhe foi formulada por Manuel Carneiro, então director do jornal humorístico carioca "O Mosquito", vindo a descontinuar a publicação de "A Lanterna Mágica" no seu 33.º número, em 31 de Julho de 1875.

## Estatuto editorial
"Gil Vaz, minhas senhoras, é um vosso adorador que ingenuamente confessa que vos acha tentadoras, honestas, feiticeiras, à parte simplesmente o vosso romantismo, a vossa triste magoa e as frieiras. Lindissimos amores ó pombas em que eu scismo. Gil Vaz é o cavalleiro que em prol das damas lança ao mundo inteiro a manopla de rijos luctadores. E a luva do dandysmo. Elle conhece as grandes tyranias que pezam sobre vós ha muitos annos e raros são os dias em que dos vis tyranos não mede com terror a iniquidade! Campeia a grã cidade! Olhae — que horror! — o lubrico banquete onde elles vão cavando o negro esquife nas grandes corrupções do voltarete, nas orgias fataes do meio biffe! Amigos um havano: eu sei perfeitamente com quem fallo. Ao bom trabalho insano, honrados patriotas deveis mais d'uma gloria e mais d'um calo, alem dos que deveis a algumas botas.
Amaes os malmequeres as tílias, o lilaz? Pois bem, se vos apraz fallemos das mulheres. Pensemos nos vampiros nos astros e nas flores! Mas se a triste descrença e os suspiros da velha legião dos trovadores, meus candidos burgueses, nos vão fallando d'ellas tantas vezes, ao passo que a poesia dos corações fieis explende hoje sem medo á luz do dia e mais livre caminha nas folhas de dez réis a coisa do vintem por cada linha!...
Seja pois com recato que nós aqui toquemos nesse arcano; e emquanto a multidão passa na rua, Anjos de Bulhão Pato, chorae junto ao piano, «era de noite quando a imagem tua…». Aqui e em toda a parte, Amigos, a final, não penseis que Gil Vaz é o bandoleiro que apierra o bacamarte nas sombras d'um pardieiro e atrás do velho muro d'um quintal.
Quem hoje aqui vos falla tem um gladio de luz e uma bengala. Tem palavras precisas, rectas, cheias de fogo e o caracter viril do demagogo junto a varias camisas. Possui crenças não vagas; sem dizer se communga ou se ouve a missa, tem muitissima fé, n'uma deosa formosa, — na justiça, n'aquella que o Senhor Pinheiro Chagas não sabe ainda quem é. E quando escreve agora este folheto não pensa bem no inferno. Não procura agradar ao Padre-Eterno nem ao Senhor Vaz Preto. Gil Vaz traça um programma d'esta fórma:
- Doutrina clara e franca: entende que precizam de reforma as consciencias, a carta e a roupa branca." (in A Lanterna Mágica, nº 1, 15 de Maio de 1875.)